# Thalassophobie
 Mise en garde médicale
La thalassophobie (du grec ancien θάλασσα / thalassa ou θάλαττα / thalatta signifiant « mer » et φόβος / phobos signifiant « peur ») est la peur intense et persistante de la mer.

## Description
D'après Kari Snyder, la thalassophobie est associée à la peur de la mer, des vagues, des grands espaces vides, de la distance à la terre. Parfois, cela va jusqu'à la peur de l'eau salée.

## Utilisation
Le terme peut être utilisé pour parler de la politique peu tournée vers la mer d'un pays.

## Dans la culture populaire
Certaines sources décrivent Cicéron comme atteint de cette pathologie.
Le terme désigne aussi un niveau des backrooms.
Thalassophobia est le nom d'un jeu vidéo paru en 2021,.